# Îlot M'Bé
L’îlot M'Bé est un îlot de Nouvelle-Calédonie appartenant administrativement à Karikaté.

## Géographie
Il fait partie des îlots qui s’alignent au large de l'îlot Goldfield et qui sont baptisés îles hautes.